# Geotrupes lenardoi
Geotrupes lenardoi är en skalbaggsart som beskrevs av Rudolph Petrovitz 1973. Geotrupes lenardoi ingår i släktet Geotrupes och familjen tordyvlar. Inga underarter finns listade.